# Brettanomyces
Brettanomyces — рід неспоротворних дріжджів родини Saccharomycetaceae, що часто розмовно називається «бретт» (brett). Крім того, родова назва Dekkera використовується рівнозначно з Brettanomyces, оскільки описує телеоморфну або споротворну форму дріжджів. Форма клітини цих дріжджів може бути від овальної до довгої «ковбаски». Представники роду є ацидогенними і коли опановувано ростуть на середовищі з глюкози, утворюють велику кількість оцтової кислоти. Brettanomyces важливі як для пивоваріння, так і виноробства, завдяки аритатичним речовинам, що виробляються представниками роду.